# Bożena Sieradzka-Baziur
Bożena Sieradzka-Baziur – polska polonistka, językoznawczyni, leksykografka.

## Profil naukowy
Praca magisterska – Struktura i semantyka listów Brunona Schulza napisana i obroniona w 1988 r. na wydziale filologii polskiej Wyższej Szkoły Pedagogicznej w Krakowie pod kierunkiem prof. dr hab. Marii Zarębiny. Doktorat w Instytucie Języka Polskiego PAN w Krakowie w 1998. Promotorem rozprawy doktorskiej pod tytułem Wyrażanie emocji w polskich utworach Jana Kochanowskiego był Marian Kucała. Habilitację uzyskała w tej samej instytucji w 2007 na podstawie rozprawy Między błogosławieństwem a przekleństwem. Zagadnienia języka religijnego w twórczości Jana Kasprowicza. Od 2021 jest profesorem zwyczajnym IJP.
Zajmuje się semantyką historyczną, leksykografią historyczną, tworzeniem słowników elektronicznych, nauczaniem języka polskiego jako obcego, jak również zróżnicowaniem stylistycznym polszczyzny, językiem religijnym i odmianą komputerowo-internetową języka. Bada także indywidualny język pisarzy, w tym Jana Kochanowskiego. Interesuje się językiem japońskim.
Opublikowała liczne artykuły, między innymi O semantyce wyrazu Bóg w utworach Jana Kochanowskiego (1994), Części początkowe i końcowe listów polskich i japońskich (analiza kontrastywna) (1994), Stany emocjonalne Brunona Schulza w świetle słownictwa z Księgi listów (1995), O semantyce polskich i angielskich wykrzykników właściwych wyrażających emocje (1996), Pytania retoryczne z utworów Jana Kochanowskiego w funkcji wyrażania emocji (1999) i Słowniki języka polskiego a nauka tego języka (2000). Jest współautorką polsko-japońskiego skryptu do nauki języka polskiego Po polsku z uśmiechem (Hohoende Pōrandogo). Współtworzyła Słownik polszczyzny Jana Kochanowskiego. Była prorektorem Akademii Ignatianum w Krakowie.

## Publikacje
- 2002: Jana Kochanowskiego renesansowy świat uczuć. Analiza językoznawcza, Wydawnictwo Naukowe DWN, Kraków
- 2003: (wraz z T. Ishii) Po polsku z uśmiechem (Hohoende Pōrandogo). Polsko-japoński skrypt do nauki języka polskiego, Tokyo University of Foreign Studies, Tokio
- 2006: Między błogosławieństwem a przekleństwem. Zagadnienia języka religijnego w twórczości Jana Kasprowicza, Wydawnictwo Lexis, Kraków
- 2011–2015: Słownik pojęciowy języka staropolskiego, Instytut Języka Polskiego Polskiej Akademii Nauk, publikacja internetowa